# The Beginning World Tour
The Beginning Massive Stadium Tour é a quinta turnê do grupo estadunidense Black Eyed Peas que começará a partir de Junho de 2011, em suporte ao sexto álbum de estúdio do grupo, o The Beginning.[carece de fontes?]

## Shows de Abertura
- Natalia Kills (Düsseldorf e Paris)
- Tinie Tempah (Düsseldorf)
- Jessie J (Düsseldorf)
- David Guetta (Paris)
- Stromae (Paris)
- LMFAO (Alton Towers Resort)
- Labrinth (Alton Towers Resort)
- Parade (Alton Towers Resort)

## Setlist
Video Introduction
- Rock That Body
- Meet Me Halfway
- Just Can't Get Enough
- The Best One Yet (The Boy)

apl.de.ap solo
- Bebot (Contem elementos de Destination Calabria)

Video Interdule
- Don't Phunk with My Heart
- My Humps
- Shut Up
- Don't Stop The Party
- Imma Be
- Joints & Jam

Fergie Solo
- Glamorous
- Big Girls Don't Cry

will.i.am DJ Set
- Mas Que Nada Remix
- The Coming
- Big Fat Bass
- OMG (Contem elementos de Sweet Dreams e Baby Got Back)
- Thriller

Band Introduction
- Let's Get It Started
- Light Up The Night
- Pump It
- Where Is The Love?

Encore
- Boom Boom Pow
- The Time (Dirty Bit)
- I Gotta Feeling

Video Introduction
- Rock That Body
- Meet Me Halfway
- Just Can't Get Enough

Feestyle Interlude: Will.I.Am
- Imma Be
- Don't Stop The Party
- Don't Phunk with My Heart
- My Humps (apenas um trecho)
- Shut Up
- Joints & Jam

Fergie Solo
- Glamorous
- Big Girls Don't Cry

will.i.am DJ Set
- - OMG
  - Sweet Dreams(Contem elementos de OMG e Baby Got Back) 
  - Otherside
  - Song_2
  - Don't Stop Believin'
  - Sweet Child o' Mine
- Pump It
- Where Is The Love?
- apl.de.ap Solo
- The Time (Dirty Bit)
- I Gotta Feeling

## Datas
| Data                   | Cidade              | País           | Local                                       |
| ---------------------- | ------------------- | -------------- | ------------------------------------------- |
| Europa                 |                     |                |                                             |
| 22 de Junho de 2011    | Paris               | França         | Stade de France                             |
| 24 de Junho de 2011    | Paris               | França         | Stade de France                             |
| 25 de Junho de 2011    | Paris               | França         | Stade de France                             |
| 28 de Junho de 2011    | Düsseldorf          | Alemanha       | Esprit Arena                                |
| 1 de Julho de 2011     | Londres             | Inglaterra     | Wireless Festival                           |
| 3 de Julho de 2011     | Werchter            | Bélgica        | Rock Werchter                               |
| 6 de Julho de 2011     | Stoke On Trent      | Inglaterra     | Alton Towers Resort                         |
| 8 de Julho de 2011     | Naas                | Irlanda        | Oxegen Festival                             |
| 14 de Julho de 2011    | Madri               | Espanha        | Estádio Vicente Calderón                    |
| 27 de Agosto de 2011   | Roma                | Itália         | Casamento de Petra Ecclestone e James Stunt |
| América do Norte       |                     |                |                                             |
| 29 de Julho de 2011    | Virginia            | Estados Unidos | The Greenbrier Classic Festival             |
| 30 de Julho de 2011    | Columbia (Maryland) | Estados Unidos | Merriweather Post Pavilion                  |
| 03 de Setembro de 2011 | Minot               | Estados Unidos | Benefit Concert For Minot                   |
| 23 de Setembro de 2011 | Las Vegas           | Estados Unidos | iHeartRadio Music Festival                  |
| 30 de Setembro de 2011 | Nova York           | Estados Unidos | Central Park Robin Hood                     |
| Asia                   |                     |                |                                             |
| 25 de Outubro de 2011  | Manila              | Filipinas      | Mall of Asia Arena                          |
| 28 de Outubro de 2011  | Hong Kong           | China          | Casamento de Coco Lee e Bruce Rockowitz     |
| América do Sul         |                     |                |                                             |
| 12 de Novembro de 2011 | Paulínia            | Brasil         | SWU                                         |
| 15 de Novembro de 2011 | Assunção            | Paraguai       | Personal Asunción Rock Festival             |
| América do Norte       |                     |                |                                             |
| 23 de Novembro de 2011 | Miami               | Estados Unidos | Sun Life Stadium                            |

## Banda
- Printz Board: Teclado, trombeta e baixo
- George Pajon Jr.: Guitarra
- Tim Izo: Guitarra e trompete.
- Keith Harris: Bateria e teclado
- DJ PoetNameLife: DJ